# Мара, Пол
Пол Мара (англ. Paul Mara; 7 сентября 1979, Риджвуд, Нью-Джерси) — профессиональный американский хоккеист. Амплуа — защитник.

## Биография
На драфте НХЛ 1997 года был выбран в 1 раунде под общим 7-м номером командой «Тампа Бэй Лайтнинг». 5 марта 2001 года обменян в «Финикс Койотис». 26 июня 2006 года обменян в «Бостон Брюинз». 27 февраля 2007 года обменян в «Нью-Йорк Рейнджерс». В 2009 году на правах свободного агента перешёл в «Монреаль Канадиенс». Закончил карьеру в 2011 году.

## Награды
- Участник матча молодых звёзд НХЛ (2002)
- Бронзовый призёр Чемпионата мира (2004)

## Статистика
```
                                            
                                            --- Regular Season ---  ---- Playoffs ----
Season   Team                        Lge    GP    G    A  Pts  PIM  GP   G   A Pts PIM
--------------------------------------------------------------------------------------
1994-95  Belmont Hill High School    USHS   28    5   17   22   28  --  --  --  --  --
1995-96  Belmont Hill High School    USHS   28   18   20   38   40  --  --  --  --  --
1996-97  Sudbury Wolves              OHL    44    9   34   43   61  --  --  --  --  --
1997-98  Sudbury Wolves              OHL    25    8   18   26   79  --  --  --  --  --
1997-98  Plymouth Whalers            OHL    25    8   15   23   30  15   3  14  17  30
1998-99  Plymouth Whalers            OHL    52   13   41   54   95  11   5   7  12  28
1998-99  Tampa Bay Lightning         NHL     1    1    1    2    0  --  --  --  --  --
1999-00  Detroit Vipers              IHL    15    3    5    8   22  --  --  --  --  --
1999-00  Tampa Bay Lightning         NHL    54    7   11   18   73  --  --  --  --  --
2000-01  Detroit Vipers              IHL    10    3    3    6   22  --  --  --  --  --
2000-01  Tampa Bay Lightning         NHL    46    6   10   16   40  --  --  --  --  --
2000-01  Phoenix Coyotes             NHL    16    0    4    4   14  --  --  --  --  --
2001-02  Phoenix Coyotes             NHL    75    7   17   24   58   5   0   0   0   4
2002-03  Phoenix Coyotes             NHL    73   10   15   25   78  --  --  --  --  --
2003-04  Phoenix Coyotes             NHL    81    6   36   42   48  --  --  --  --  --
2004-05  Hannover Scorpions          DEL    35    5   13   18   89  --  --  --  --  --
2005-06  Phoenix Coyotes             NHL    78   15   32   47   70  --  --  --  --  --
2006-07  Boston Bruins               NHL    59    3   15   18   95  --  --  --  --  --
2006-07  New York Rangers            NHL    19    2    3    5   18  10   2   2   4  18
2007-08  New York Rangers            NHL    61    1   16   17   52  10   0   1   1  20
2008-09  New York Rangers            NHL    76    5   16   21   94   7   1   1   2   8
2009-10  Montreal Canadiens          NHL    42    0    8    8   48  --  --  --  --  --
2010-11  Anaheim Ducks               NHL    33    1    1    2   40  --  --  --  --  --
2010-11  Montreal Canadiens          NHL    20    0    4    4   48   1   0   0   0   0
--------------------------------------------------------------------------------------
         NHL Totals                        734   64  189  253  776  33   3   4   7  50

```